# Gale
Gale je priimek v Sloveniji, ki ga je po podatkih Statističnega urada Republike Slovenije na dan 1. januarja 2010 uporabljalo 469 oseb in je med vsemi priimki po pogostosti uporabe uvrščen na 676. mesto.

## Znani slovenski nosilci priimka
- Ana Gale (1909—1944), pesnica, pisateljica in učiteljica
- Bojan Gale (*1976), jadralec
- Damjan Gale (1946—1993), fotograf arhitekture
- Ivan Gale (*1980), slovenski "žvižgač"
- Janez Gale (1931—2006), boksar, trener
- Janez Gale, dr.
- Jože Gale (1913—2004), filmski režiser
- Luka Gale, geolog
- Marjeta Gale (*1946), industrijska oblikovalka elektronskih naprav (Iskra)
- Miha Gale (*1977), akrobatski smučar
- Nina Gale (*1948), medicinka patologinja
- Tone Gale (1944—2018), hokejist

## Znani tuji nosilci priimka
- Anthony Gale (1782—1843), ameriški častnik marincev irskega rodu
- Humfrey Myddelton Gale (1890—1971), britanski general
- Melvyn Gale (*1952), angleški pop glasbenik
- Richard Nelson Gale (1896—1982), britanski general
- Zona Gale (1874—1938), ameriška pisateljica
- Walter Frederick Gale (1865—1945), avstralski bankir in ljubiteljski astronom